# Guzmania flagellata
Guzmania flagellata là một loài thực vật có hoa trong họ Bromeliaceae. Loài này được S.Pierce & J.R.Grant mô tả khoa học đầu tiên năm 2002.